# 藤原殖子
藤原 殖子（ふじわら の しょくし/たねこ、保元2年（1157年） - 安貞2年9月16日（1228年10月15日））は、平安時代末期から鎌倉時代初期の女性。高倉天皇の後宮。後高倉院（守貞親王）と後鳥羽天皇の母。女院。坊門 殖子とも。父は従三位藤原（坊門）信隆。母は藤原休子（大蔵卿藤原（持明院）通基の女）。内大臣坊門信清は同母弟。院号は七条院（しちじょういん）。

## 経歴
『増鏡』には、はじめ兵衛督君といって中宮平徳子に仕えたとある。高倉天皇に召され、典侍に任じられ、第二皇子・守貞親王、第四皇子・尊成親王（後鳥羽天皇）を産む。守貞親王が平家の都落ちと共に西国に連行されたことから、後鳥羽天皇が即位する。建久元年（1190年）従三位・准三后、その後立后を経ず女院となり、七条院と呼ばれる。元久2年（1205年）出家。後鳥羽天皇より水無瀬殿など多くの七条院領を譲られた。承久の乱で後鳥羽院と4人の孫（土御門院、順徳院、雅成親王、頼仁親王）が配流となった後も、後堀河天皇（守貞親王の皇子）の祖母として京都に留まる。晩年は後高倉院に先立たれ、また後鳥羽院との再会も叶わぬまま、安貞2年（1228年）72歳で薨去。その所領（七条院領）の大半は修明門院に譲られた。

## 備考
建久6年（1195年）の元日、公卿たちは後鳥羽天皇の生母である七条院・殖子に新年の拝礼をしたが、関白である九条兼実だけは拝礼しなかった。兼実は同日の日記（『玉葉』）にその理由として、「故殿（父・藤原忠通）以来の故実」「女院が上皇と同居していない」ことを挙げている。前者は忠通が美福門院を「諸大夫の女」であるとして拝礼を拒否した事件（『台記』康治3年正月1日条）を指し、摂関家は諸大夫出身の国母・女院を一段低く見る慣例があったと考えられ、後者は殖子が夫である高倉上皇と生前同居していなかったために、上皇の正妻とはみなされず天皇の生母であっても国母としての資格を欠くと見る慣例によるとする。